# What For?
What For? è il quarto album in studio del musicista statunitense Toro y Moi, pubblicato nel 2015.

## Tracce
1. What You Want – 3:26
2. Buffalo – 3:17
3. The Flight – 3:59
4. Empty Nesters – 3:43
5. Ratcliff – 2:41
6. Lilly – 4:27
7. Spell It Out – 2:54
8. Half Dome – 3:15
9. Run Baby Run – 2:45
10. Yeah Right – 6:11